# Alexandros Papadimitriou
Alexandros Papadimitriou (grekiska: Αλέξανδρος Πατταδημμητρίου), född den 18 juni 1973, är en grekisk friidrottare som tävlar i släggkastning.
Papadimitrious främsta merit är att han slutade på tredje plats vid EM 2002 i München efter ett kast på 80,21. Han var även i final vid VM 2003 där han slutade på en åttonde plats med ett kast på 77,79 meter. Vid Olympiska sommarspelen 2000 slutade han tolva.

## Personliga rekord
- Släggkastning - 80,45 meter